# Christoph Vitali

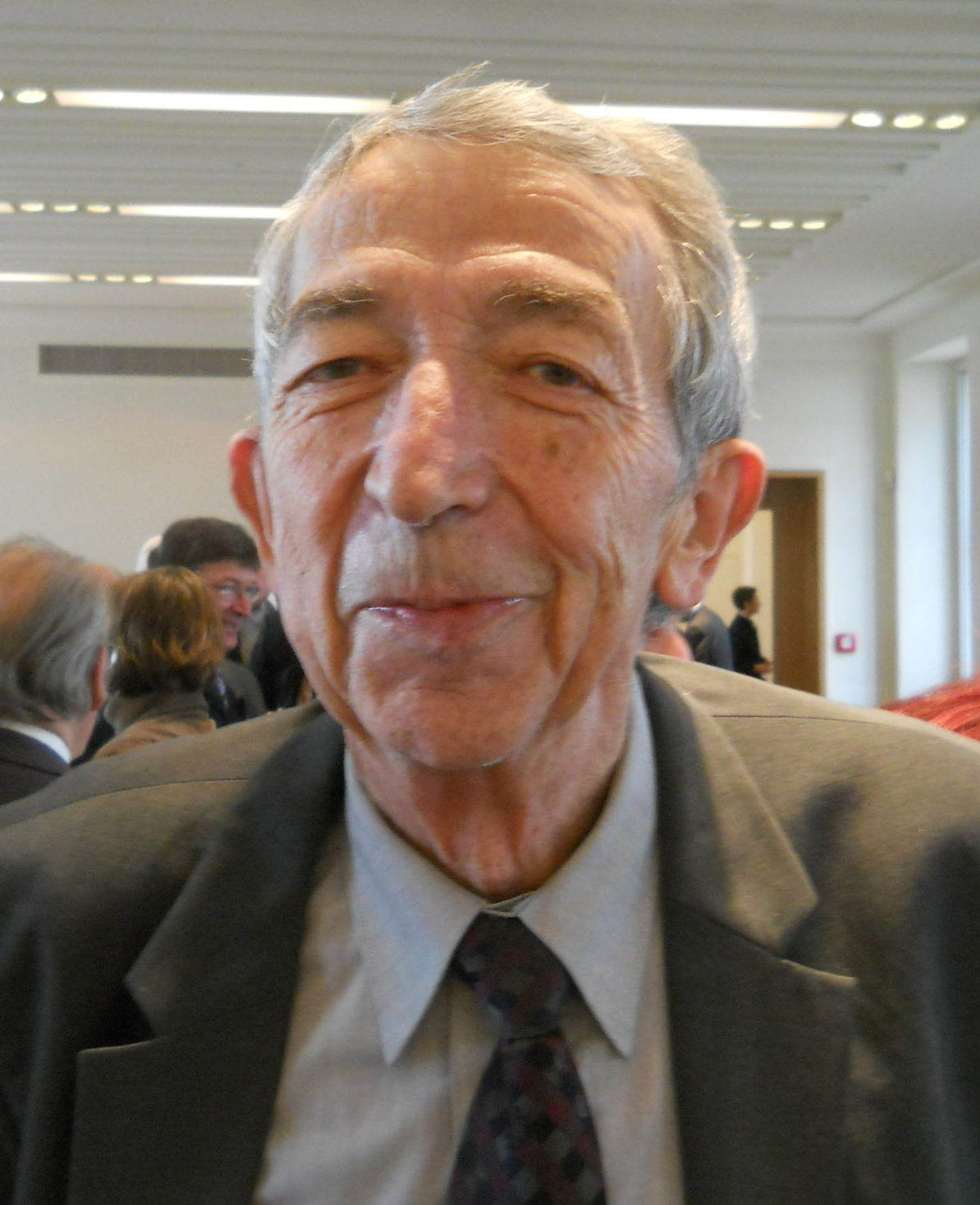
Christoph Vitali (2013)

Christoph Vitali (* 28. September 1940 in Zürich; † 18. Dezember 2019 ebenda) war ein schweizerischer Ausstellungskurator, Museumsdirektor und Kunstautor.

## Werdegang
Christoph Vitali wuchs in Zürich als Sohn kunstsinniger Eltern auf. Sein Vater war der Bildhauer Antonio Vitali (1909–2008), seine Mutter war Lehrerin. Nach dem Besuch des Literargymnasiums Rämibühl und der Matura 1959 begann er an der Universität Princeton, New Jersey, ein Studium der Liberal Arts. Im Herbst 1960 begann er ein Studium der Rechtswissenschaft an der Universität Zürich. 1962/63 belegte er an der Universität Granada Vorlesungen in spanischer Sprache, Literatur und Kunstgeschichte. Er setzte anschließend sein Rechtsstudium in Zürich fort und arbeitete daneben in der Anwaltskanzlei von Heinrich Schalcher in Winterthur. 1968 schloss er sein Studium mit dem Lizenziat und der Note magna cum laude ab und legte im Kanton Zürich die Anwaltsprüfung ab. Vitali trat 1969 eine Stelle beim Kulturreferat der Stadt Zürich an und war von 1971 bis 1978 dessen Leiter. Er war damit unter anderem auch für die Museen, die Bühnen (Schauspielhaus Zürich, Theater am Neumarkt und Theater am Hechtplatz) und ein kommunales Kino zuständig.

## Wirken
1979 ging Vitali als Verwaltungsdirektor der Städtischen Bühnen nach Frankfurt am Main und betreute dort neben Oper und Ballett auch das Schauspiel und die Kammerspiele. Von 1985 bis 1993 war Vitali in Frankfurt Geschäftsführer und erster Direktor der neu eröffneten Kunsthalle Schirn, mit der auch die Leitung des Künstlerhauses Mousonturm und des Theaters am Turm verbunden war. Er kuratierte wegweisende, aber auch beim Publikum erfolgreiche Ausstellungen. Seine mit Erika Billeter und Denis Bablet realisierte Eröffnungsausstellung Die Maler und das Theater im 20. Jahrhundert breitete das Thema mit 1000 Ausstellungsstücken enzyklopädisch aus. Seine 1990 gezeigte Kandinsky-Retrospektive zählte annähernd 200.000 Besucher. 1991 zählte die Kunsthalle Schirn bereits über 411.000 Besucher. Die Ausstellung Die große Utopie – Russische Kunst 1915–1932 fand auch in der Presse eine bemerkenswerte Resonanz. 1992 zeigte er in der Schirn Marc Chagall: die russischen Jahre, 1906–1922 mit sieben Wandgemälden, die Marc Chagall 1920 für das Jüdische Theater in Moskau gemalt hatte und die lange vernachlässigt in einem Depot lagerten. Für die Ausstellung wurden die Gemälde aufwändig restauriert.

„Ausstellungen einzurichten, ist die schönste Aufgabe: enthusiastisch kann man sich immer wieder neuen Themen hingeben wie einer Frau: aber nicht einer, sondern man kann polygam sein.“

1994 wechselte Vitali als Direktor an das Haus der Kunst in München. Nach einer mehrjährigen Umbauphase eröffnete er im Mai 1994 mit der Ausstellung Elan Vital oder Das Auge des Eros mit Arbeiten von Kandinsky, Arp und Klee und sorgte auch in der Folge für das Ansehen des Hauses. Mit der Ausstellung Barocke Sammellust verabschiedete sich Vitali von München und wurde im April 2004 Direktor der Fondation Beyeler in Riehen bei Basel. 2008 war er als Nachfolger des gekündigten Wenzel Jacob Interims-Direktor der Kunst- und Ausstellungshalle der Bundesrepublik Deutschland in Bonn.
Vitali war verheiratet und Vater von drei erwachsenen Kindern.

## Auszeichnungen
- Cavaliere Ufficiale (1990)
- Officier des Arts et des Lettres (1991)
- Hessischer Verdienstorden (1994)
- Verdienstkreuz am Bande des Verdienstordens der Bundesrepublik Deutschland (1996)
- Goetheplakette der Stadt Frankfurt am Main (1998)
- Medaille „München leuchtet – Den Freunden Münchens“ in Gold (2002)